# 海潮村
海潮村（うしおむら）は、島根県大原郡にあった村。現在の雲南市大東町南村、大東町塩田、大東町篠淵、大東町中湯石、大東町北村、大東町小河内、大東町刈畑、大東町山王寺、大東町薦沢、大東町須賀にあたる。

## 地理
- 河川：赤川[1]、木屋谷川[2]、須賀川[2]、福谷川[3]、室谷川[3]、刈畑川[4]、栃谷川[5]、糖塚川[5]

## 歴史
- 1889年（明治22年）4月1日、町村制の施行により、大原郡南村、塩田村、篠淵村、中湯石村、北村、小河内村、刈畑村、山王寺村、薦沢村、諏訪村が合併して村制施行し、海潮村が発足[6][7]。
- 1895年（明治28年）農会設立[6]。
- 1897年（明治30年）木炭業組合設立[6]。
- 1905年（明治38年）養蚕業組合設立[6]。
- 1956年（昭和31年）4月1日、大原郡大東町に編入され廃止[6][7]。

### 地名の由来
『古事記』に記載の「海潮」による。

## 産業
- 農業[6]

## 名所・旧跡・観光地
- 海潮温泉[6]
- 海潮のカツラ（天然記念物）